# Hockey Club Asiago 1993-1994
Questa pagina contiene i dati relativi alla stagione hockeystica 1993-1994 della società di hockey su ghiaccio HC Asiago.

## Piazzamento
- Campionato: 10° in serie A1.
- Competizioni europee: 14° in Alpenliga.

## Roster
- Angelo Maggio
- Gianfranco Basso
- Roberto Cantele
- Marco Mosele
- Valentino Vellar
- Michele Strazzabosco
- Gianluca Schivo
- Luca Rigoni
- Cristiano Sartori
- Gaetano Miglioranzi
- Igor Stelnov
- Fabio Rigoni
- Alessandro Cintori
- Mustafà Besic
- Franco Vellar
- Jens Hellgren
- Vyacheslav Uvayev
- Stefano Segafredo
- Mark Kauffman
- Mark Montanari
- Tony Cimellaro

### Allenatore
Pavel Kaučič